# 威爾科克斯 (堪薩斯州)
威爾科克斯（英語：Wilcox）是位於美國堪薩斯州特里戈縣的一個鬼鎮。

## 歷史
威爾科克斯的郵政局於1879年設立，直到1896年結束營運。

## 地理
威爾科克斯所處的海拔為高於海平面679米（即2228英呎），而該地所採用的時區為UTC-6，即北美中部時區（CST）。同時該地設有夏令時間，為UTC-6調快一小時，即UTC-5（CDT）。